# 戈多利
戈多利（Godoli），是印度马哈拉施特拉邦萨塔拉县的一个城镇。总人口16751（2001年）。

## 人口
该地2001年总人口16751人，其中男性8785人，女性7966人；0—6岁人口1801人，其中男984人，女817人；识字率82.83%，其中男性为84.84%，女性为80.62%。